# Élection présidentielle sud-africaine de 1994
L'élection présidentielle sud-africaine de 1994 a été organisée, conformément à la Constitution intérimaire de 1993, dans le cadre d'un scrutin présidentiel indirect qui confie aux nouveaux députés du parlement la tâche d'élire le chef d’État sud-africain.
Au sein de la nouvelle Assemblée, issue des premières élections sud-africaines au suffrage universel (27 avril 1994), l'ANC est sorti largement majoritaire avec 252 sièges, contre 82 au Parti national et 43 au Inkatha Freedom Party.
À l'unanimité des parlementaires, Nelson Mandela est élu président de l'Afrique du Sud le 10 mai 1994.